# منوچهر جمالی سوسفی
منوچهر جمالی سوسفی  و نماینده مردم رودبار، در دهمین دوره مجلس شورای اسلامی است.

## نماینده رودبار در مجلس دهم
منوچهر جمالی سوسفی در دهمین دوره انتخابات مجلس شورای اسلامی، در رودبار حضور داشت و توانست در مرحله دوم انتخابات با کسب ۲۸٬۳۷۰ رأی از مجموع ۴۹٬۶۷۶ رأی مأخوذه صحیح، در رتبهٔ اول رودبار، وارد مجلس دهم شود.